# Paul & Paula
Paul & Paula, fue un dúo de cantantes estadounidense de música pop formado por Raymond Glenn " Ray " Hildebrand (21 de noviembre de 1940 - 18 de agosto de 2023)   y Jill Jackson (nacida el 20 de mayo de 1942).

## Biografía
Ray Hildebrand nació en Joshua (Texas)  y Jill Jackson en McCamey (Texas). En 1962, ambos asistían al Howard Payne College en Brownwood, cuando Riney Jordan, un disc jockey de una emisora local, pidió a los oyentes que fueran al estudio y cantaran sus canciones para ayudar a la Asociación estadounidense contra el cáncer. El dúo cantó una canción llamada "Hey Paula", que escribió Hildebrand; La letra se inspiró en un amigo suyo, Russell Berry, cuya prometida se llamaba Paula.  A Jordan le gustó la canción y los animó para que la grabaran.
El ejecutivo discográfico Shelby Singleton los contrató para Philips Records, no sin antes cambiar sus nombres profesionales.  Singleton razonó que una pareja llamada Ray y Jill cantando "Hey, hey Paula" y "Hey, hey Paul" no tenía sentido. "Hey Paula" vendió más de dos millones de copias en todo el mundo y la Recording Industry Association of America (RIAA) le otorgó un disco de oro en 1963. 
El dúo lanzó tres álbumes, uno de ellos con temática navideña después del éxito de "Hey Paula", que se mantuvo en el número uno de la lista Billboard Hot 100 durante tres semanas en febrero de 1963. Su siguiente sencillo, " Young Lovers ", alcanzó el número seis de la lista ese mismo año.
En 1963, American Bandstand contrató a Paul & Paula para la gira nacional Caravan of Stars de Dick Clark por Estados Unidos, que estaba programada para realizar su espectáculo número 15 la noche del 22 de noviembre de 1963 en el Memorial Auditorium de Dallas, evento que tuvo que cancelarse después de que el presidente estadounidense John F. Kennedy fuera asesinado esa misma tarde.  
En 1965, Hildebrand decidió dejar la su carrera musical para completar su educación universitaria, habiendo decidido que el mundo del espectáculo no era para él.  Tomó esta decisión en medio de una de las giras del Caravan of Stars de Dick Clark, por lo que Clark tuvo que reemplazarlo en el último minuto. Hildebrand grabó un álbum de música cristiana en 1967 llamado He´s Everything to Me. Se hizo conocido en el mundo de la música cristiana por su exitosa canción de los años 70 "Anybody Here Wanna Live Forever?"  Posteriormente, Hildebrand se unió a otro artista cristiano, Paul Land, y durante las décadas de 1980 y 1990, interpretaron comedia y música cristiana bajo el nombre de Land & Hildebrand. 
Jill Jackson por su parte, continuó su carrera en solitario y se casó con un empresario de Los Ángeles llamado Marvin Landon.  Jill y Ray siguieron siendo amigos y, hasta principios de la década de 2000, ocasionalmente se reunían para cantar como Paul y Paula en eventos especiales.  En 2002, Hildebrand y Jackson regresaron a la Universidad Howard Payne en Brownwood (Texas),  donde fueron los invitados de honor.
Ray Hildebrand murió el 18 de agosto de 2023, a la edad de 82 años. 

## Discografía

### Álbumes
- 1963 - Paul & Paula Sing for Young Lovers
- 1963 - We'll Go Together
- 1963 - Holiday for Teens
- 1995 - Hey Paula – The Best of Paul & Paula
- 1999 - Greatest Hits